# IC 1337
IC 1337 ist eine  Spiralgalaxie vom Hubble-Typ Sb im Sternbild Steinbock auf der Ekliptik. Sie ist schätzungsweise 416 Millionen Lichtjahre von der Milchstraße entfernt und hat einen Durchmesser von etwa 100.000 Lichtjahren.

Im selben Himmelsareal befinden sich u. a. die Galaxien IC 1335 und IC 1338.
Das Objekt wurde am 22. Juli 1892 von Stéphane Javelle entdeckt.